# Jules Schagen van Leeuwen

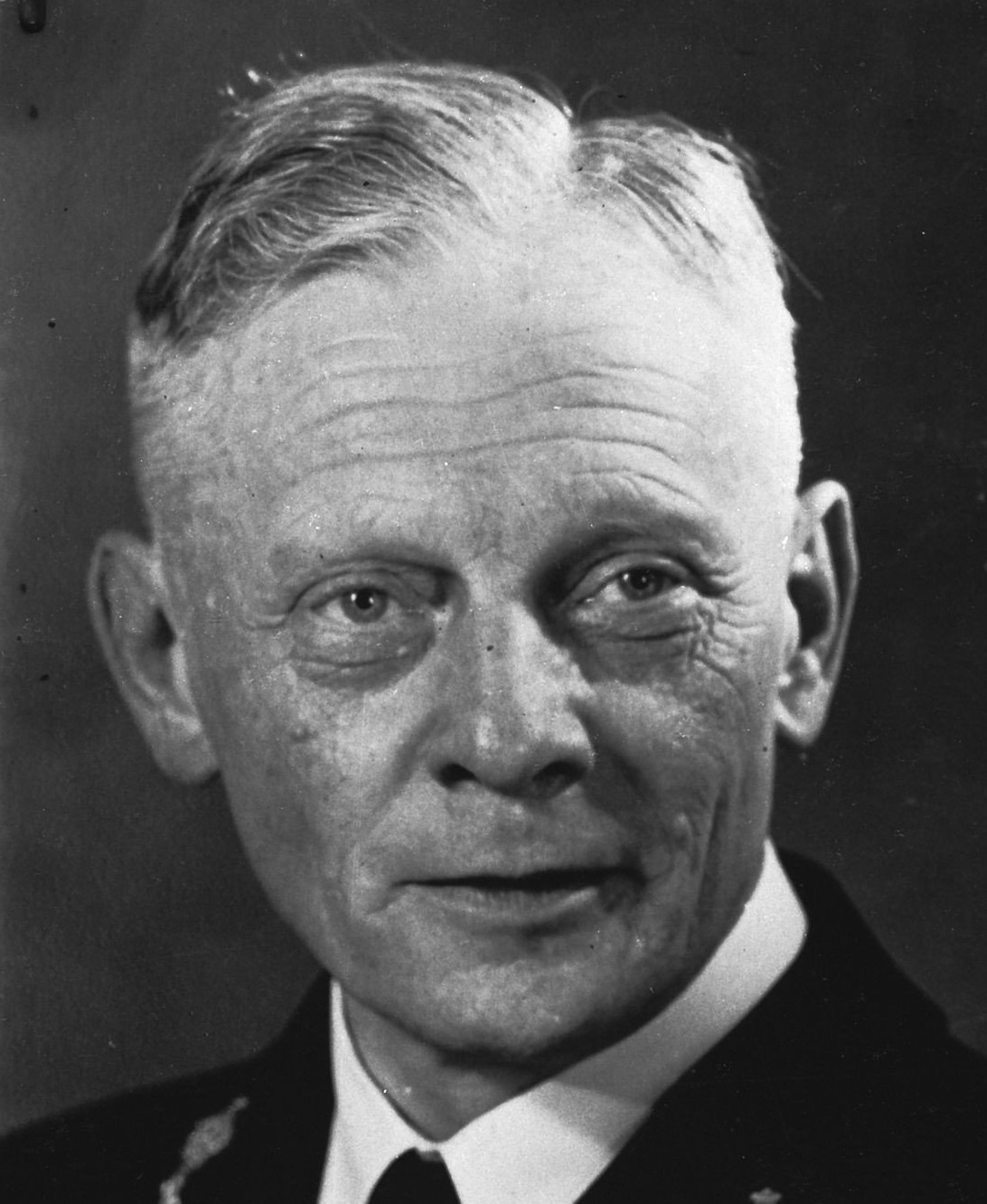
Jules Schagen van Leeuwen

Jules Jacob Adriaan Schagen van Leeuwen (Pretoria (Zuid-Afrika), 28 augustus 1896 - Ambt Delden, 1 juni 1976) was een  militair en politicus. Hij werd op 12 juni 1919 tot Nederlander genaturaliseerd.
Schagen van Leeuwen werd geboren in Zuid-Afrika, waar zijn vader openbaar aanklager was. Hij was betrokken bij het neerslaan van een communistische opstand in West-Java en was bij de marine deskundig geworden in anti-luchtvuurleiding voor marineschepen. Van 1916-1931 was Schagen van Leeuwen in Nederlands Indië, eerst op marineschepen en vanaf 1926 in Soerabaja. In 1923 trad hij in het huwelijk mer Marianne van Lier, met wie hij twee zonen en een dochter kreeg. In 1929 werd Schagen van Leeuwen officier van de artillerie, en in 1931 werd hij gedetacheerd bij het Departement van Marine.
In 1931 werd Schagen van Leeuwen naar Nederland teruggeroepen, waar hij in Den Haag docent werd op de Hogere Marine-Krijgsschool. Tegelijk werd hij gedetacheerd bij het Ministerie van Defensie. Op verzoek van de Koninklijke Marine trad hij in 1936 toe tot de directie van het onder Duits beheer staande Hollandse Signaalapparaten, om de Nederlandse belangen veilig te stellen.
In 1940 ontsnapte Schagen van Leeuwen uit krijgsgevangenschap. Hij kreeg het bevel naar Engeland uit te wijken. Daar kwam hij op 17 mei al aan. Hij werd in Londen belast met zorg voor het Nederlandse marinematerieel. Ook werd hij daar adviseur van de Naval Ordonance op het Britse Ministerie van Marine.
Schagen van Leeuwen was een marineofficier en partijloze minister van Marine, die in 1947 uit het kabinet-Beel I stapte, omdat hij vond dat te veel werd toegegeven aan de eisen van de Republiek Indonesia. In mei 1948 werd hij directeur van Hollandse Signaalapparaten

## Onderscheiden
- Ridder in de Orde van Oranje-Nassau, 29 augustus 1930
- Ridder in de Orde van de Nederlandse Leeuw, 21 januari 1947
- Oorlogsherinneringskruis, 27 januari 1950
- Ereteken voor langdurige dienst als officier (XXV)